# Roda de bicicleta

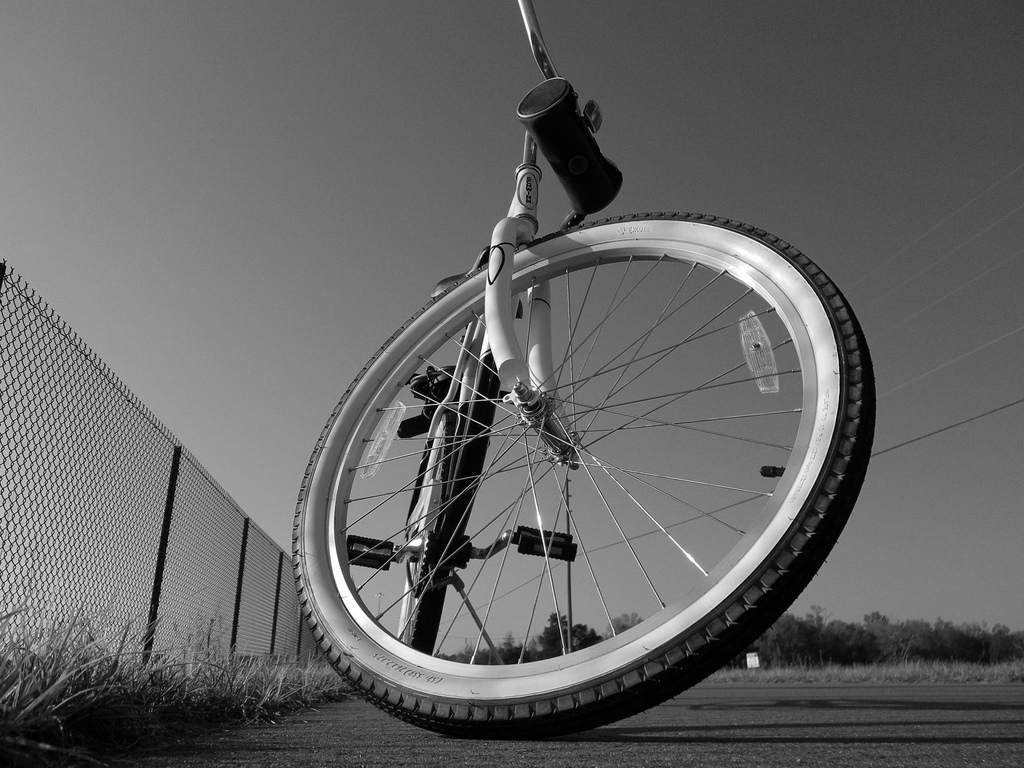
Roda de bicicleta

Una  roda de bicicleta  és una roda dissenyada per a bicicletes. Està composta d'un pneumàtic (coberta) de cautxú, a l'interior hi ha una cambra d'aire, també de cautxú, una llanda (cèrcol generalment metàl·lic sobre el qual es munta el pneumàtic), una boixa central i els radis que els connecten tots dos.
Les bicicletes normals tenen 36 radis. Per aconseguir rodes més lleugeres s'usen llandes i boixes de 32 radis, i per a un tàndem o una bicicleta de repartiment s'usen rodes de 40 i fins a 48 radis. Els radis es poden fixar radialment o tangencialment, com es mostra en les imatges.
Com més lleugeres són les rodes, més ràpid és el maneig d'una bicicleta i més gran la seva rapidesa d'acceleració. Per tant, les bicicletes de carretera i les de pista tenen rodes lleugeres i fines i pneumàtics estrets, mentre que les bicicletes de muntanya, que s'utilitzen per saltar roques i depressions del terreny, recorren a rodes més amples i pesades i pneumàtics més robustos. Hi ha molts matisos intermedis en aquest espectre i, segons el tipus de rodes que utilitzi, una bicicleta pot tenir diverses personalitats diferents.

## Parts de la roda

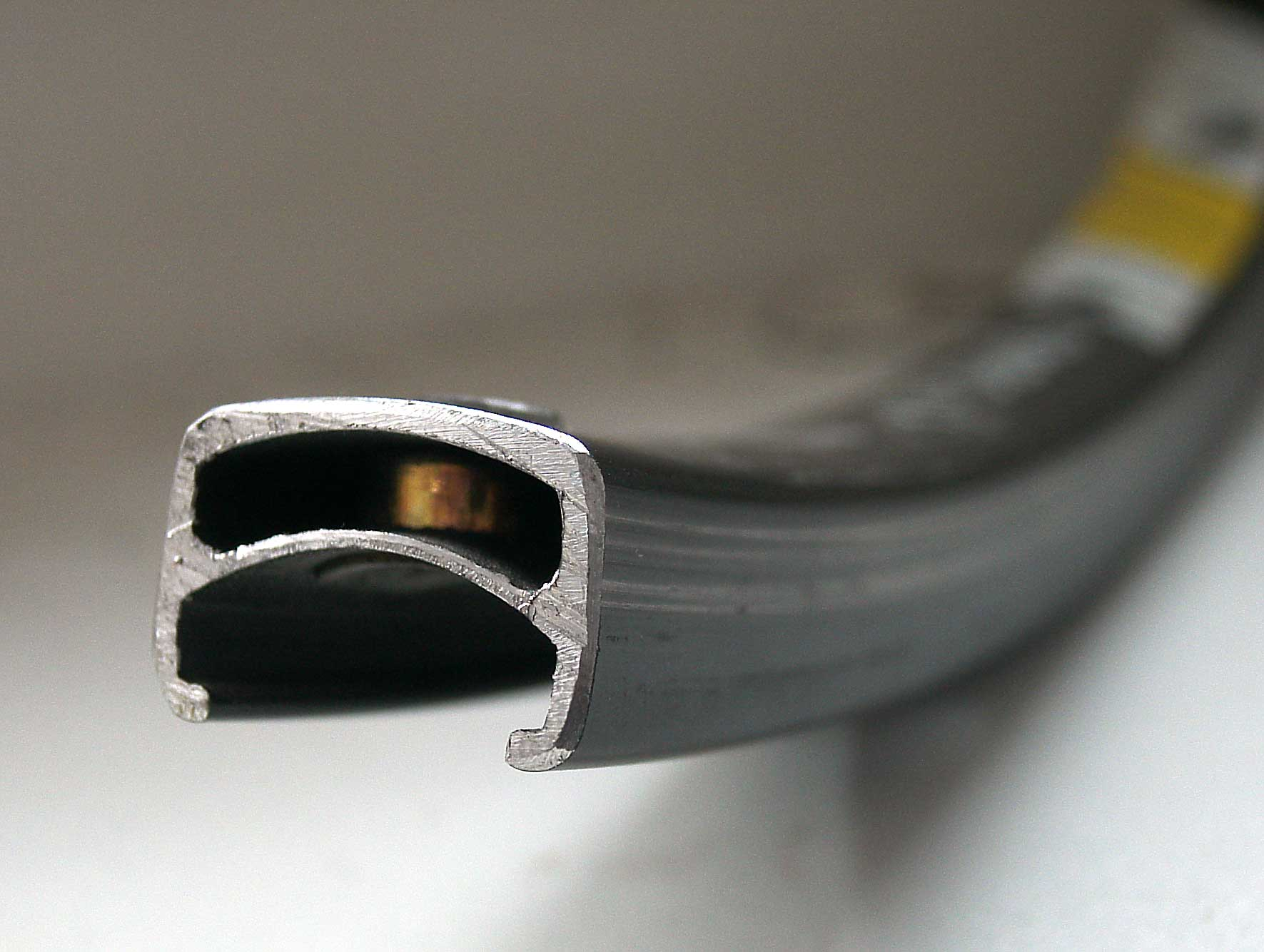
Llanda

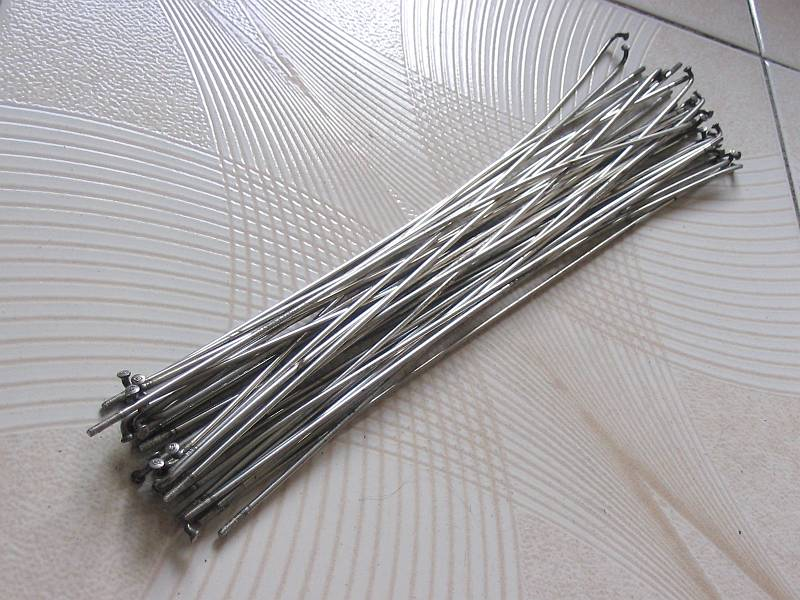
radis

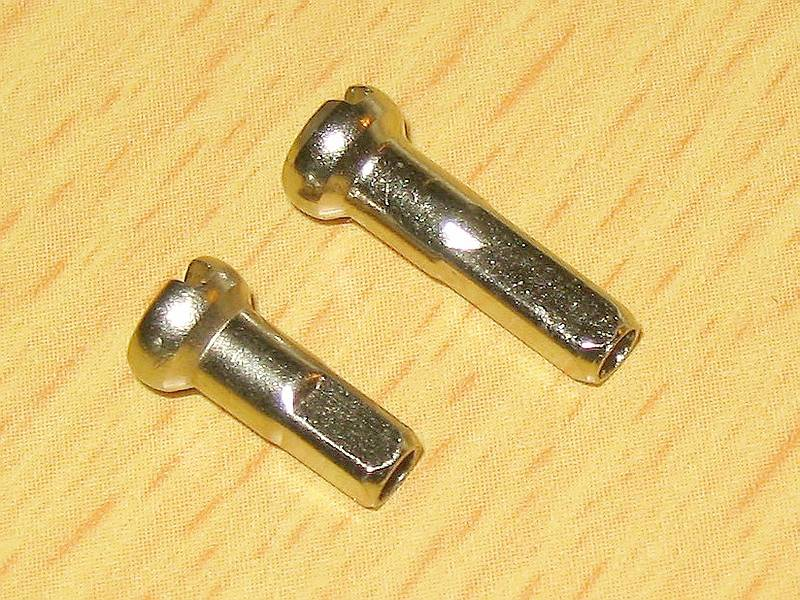
capitostos

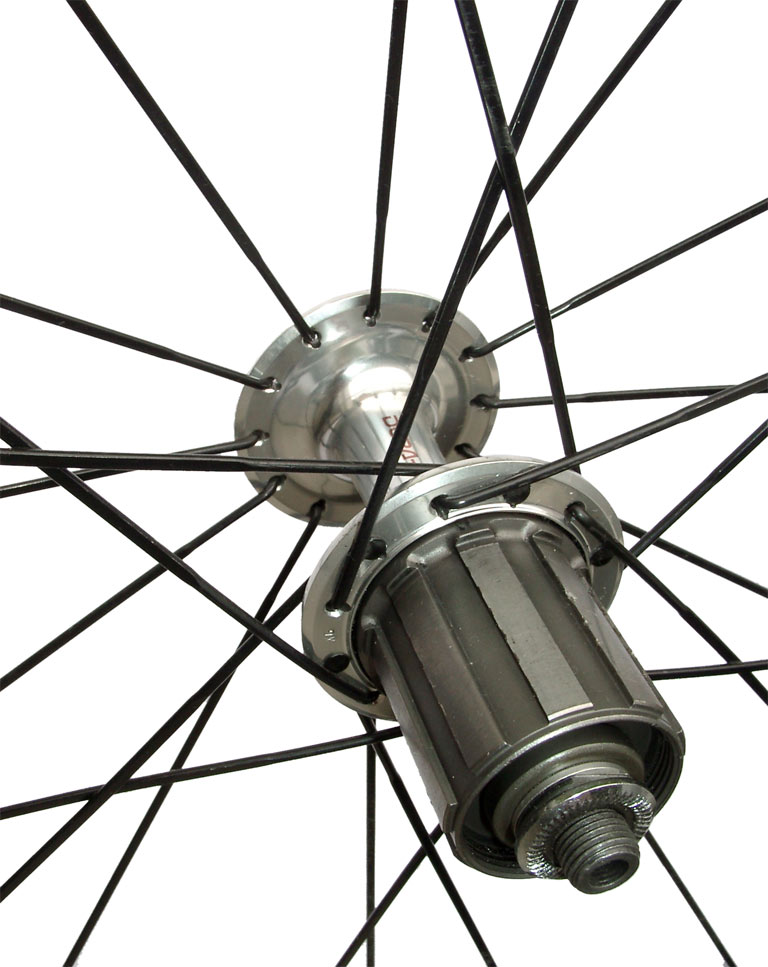
Un rodet Shimano Dura-Ace

Una típica roda moderna té un eix de metall, radis sota tensió, un cèrcol de metall o fibra de carboni amb un pneumàtic de goma i una boixa

### Boixa
Una boixa és la part central d'una roda de bicicleta. Es compon d'un eix, els rodaments i el cos de la boixa. El cos de la boixa típicament té dues pestanyes metàl·liques a les quals es poden enllaçar els radis (rajos). Els rodets poden ser d'una sola peça amb cartutx de premsa o coixinets lliures o, en el cas de dissenys més antics, les pestanyes poden ser col·locades per separat en el cos de la boixa.
 Frens de boixa: 
Algunes boixes tenen acoblaments per a frens de disc o formen part integrant dels frens de tambor.
 Article relacionat: Frens de boixa 
- Frens de disc: Un fre de disc consta d'un plat circular o disc unit a l'eix que s'estreny entre les pastilles de fre muntades en calibradors i fixades a un costat de la forquilla de la roda. El disc de fre es pot unir de maneres diverses mitjançant cargols o un anell de tancament centralitzat.
- Frens de tambor: Un fre de tambor té dues sabates de fre que s'expandeixen cap a l'interior del cos de la boixa. El muntatge de fre de tambor a darrere s'utilitza sovint en bicicletes tàndem per a complementar el fre de la llanda del darrere i donar potència de frenada addicional.
- Frens de contrapedal: Els frens de contrapedal són un tipus particular de fre de tambor, que és accionat amb pressió aplicada als pedals cap enrere. El mecanisme es troba dins de la carcassa de la boixa de la roda.

Per obtenir informació sobre altres tipus de frens de bicicleta vegeu l'article complet sobre els sistemes de fre de la bicicleta.

### Radi

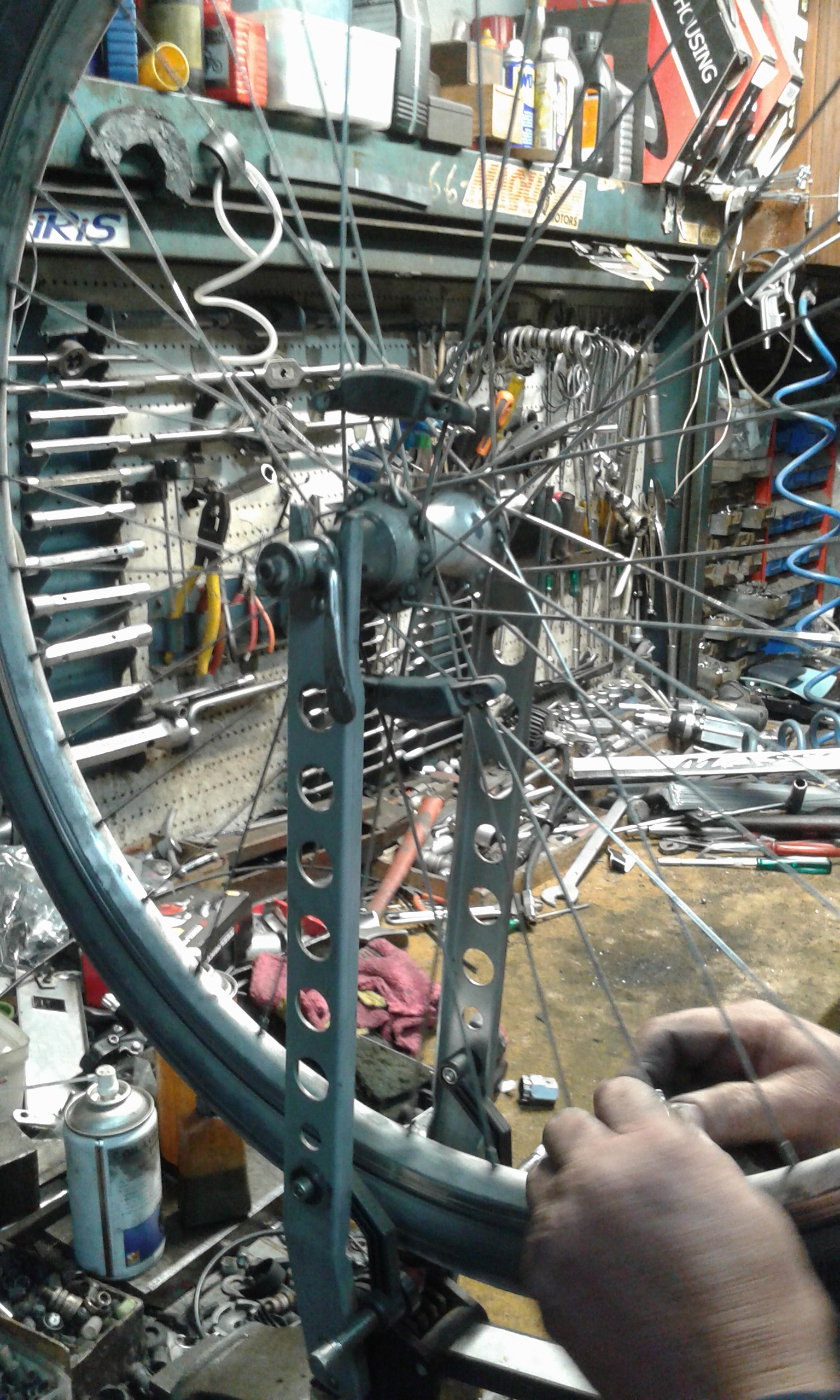
Centrant una roda de bicicleta

Un radi o raig d'una roda és cadascuna de les barres que uneixen rígidament la zona central amb la perimetral. El centre connecta amb un eix.
La disposició de l'enllaçat dels radis pot ser radial, creuada o mixta:

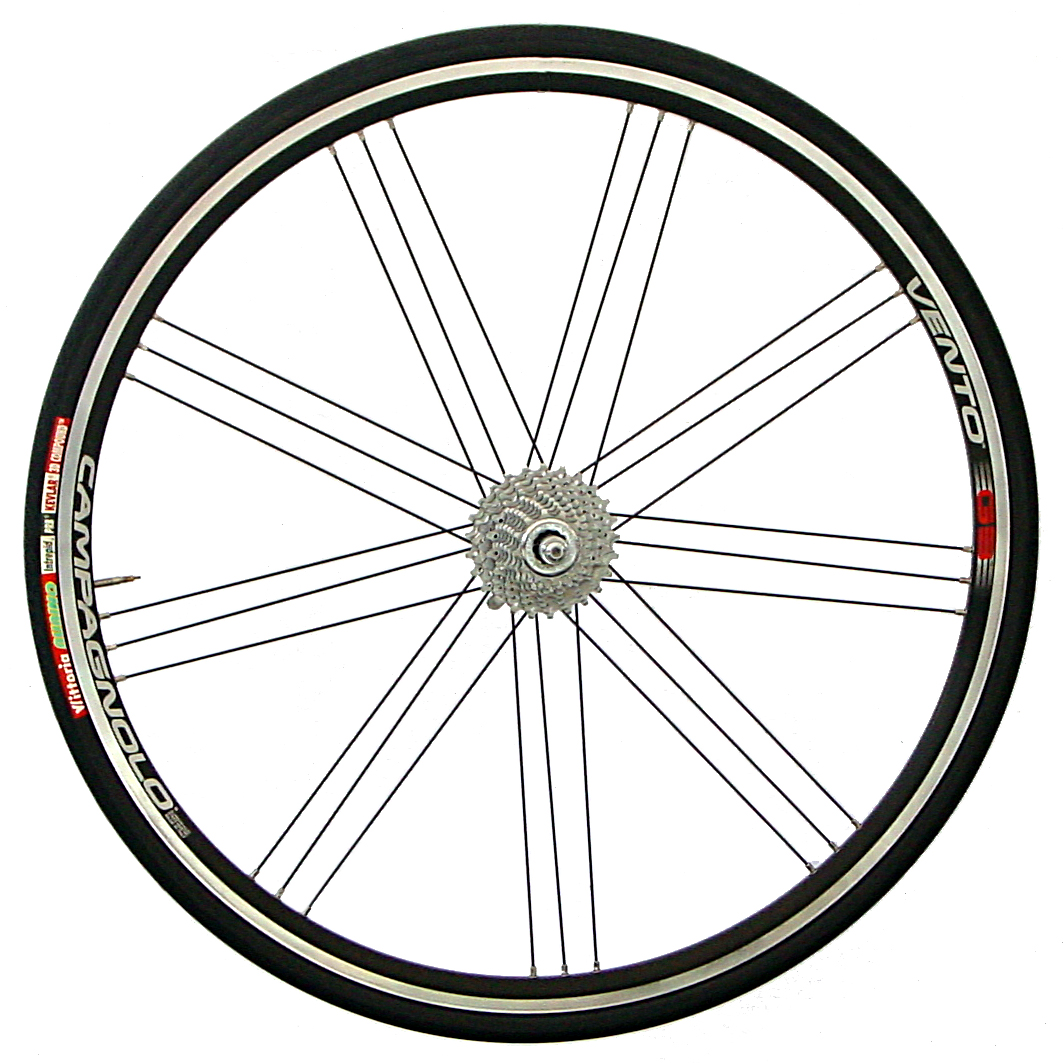
Roda del darrere de competició amb entrellaçat trigèmins de radis Campagnolo "G3". Hi ha 18 radis tangencials en el costat dret, però només el 9 radials a l'esquerra ..

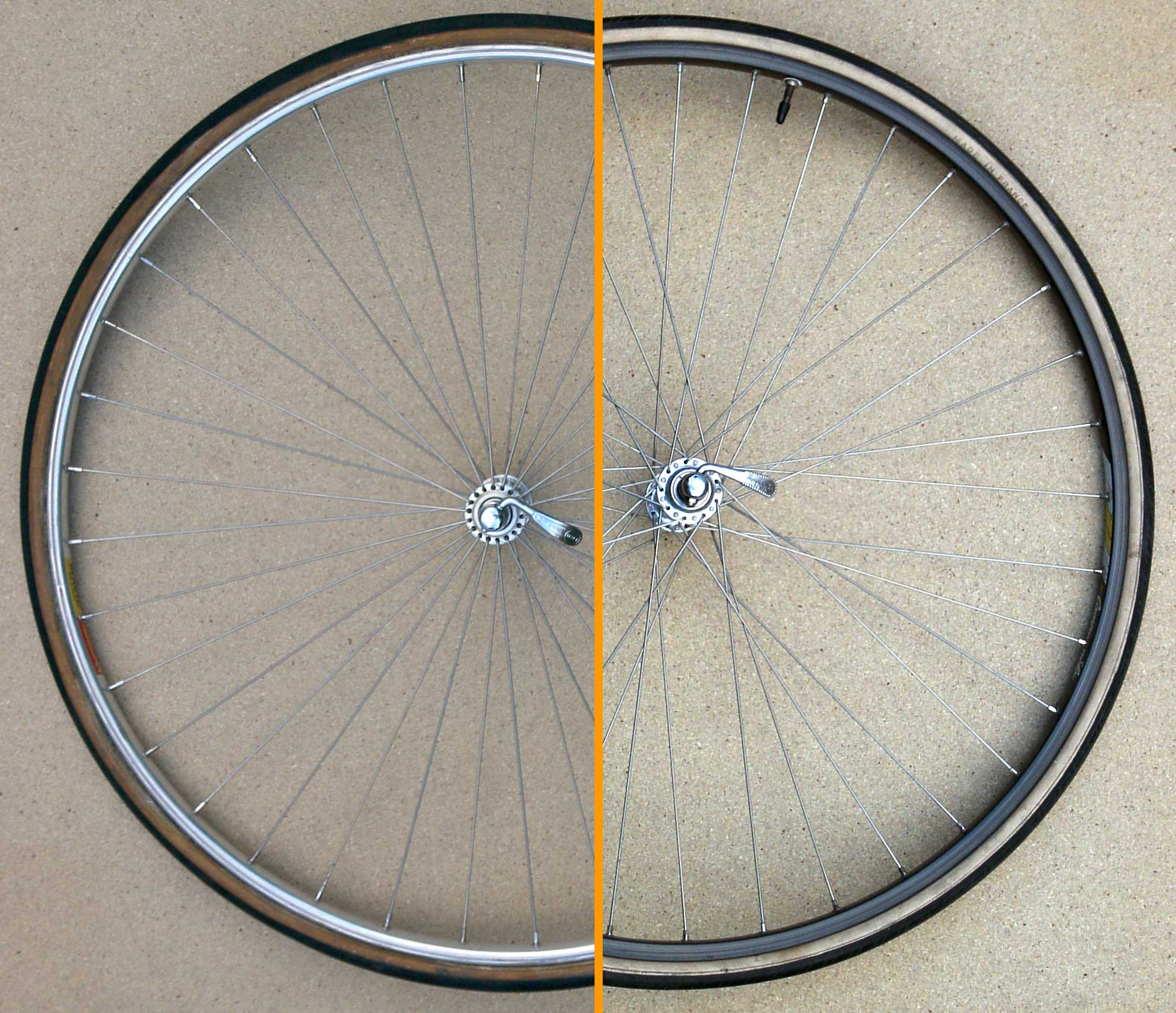
Dos tipus de enllaçat de radis.

- Radial: Els radis radials (rectes) travessen la distància més curta possible entre el boixa i la llanda, reduint així el pes, però no transmeten bé l'esforç de torsió que es produeix en frenar i accelerar. Les rodes amb radis radials solen utilitzar-se en bicicletes ultralleugeres per proves contrarellotge.
- Creuat: Els radis creuats presenten tangents al boixa, creant així una palanca que permet al radi transmetre la torsió amb menys esforç que un radi radial.

### Llanda
Les llandes metàl·liques de bicicletes són normalment d'aliatge d'alumini, encara que fins a la dècada de 1980 la majoria de llandes de bicicleta - amb l'excepció de les utilitzades en les bicicletes de carreres - estaven fetes d'acer i termoplàstic. Sobre la llanda s'assenta un pneumàtic.
 Tipus de llandes: 
- Llanda tipus Sprint per a pneumàtics tubulars, generalment usats en bicicletes de pista.
- Llanda tipus Endrick, com instal·lades en les bicicletes esportives de la dècada del 1930-40-50, precursor de les modernes llandes amb vora per fre d'avui dia.
- Llanda tipus Westwood que incorporen les clàssiques bicicletes amb frens de vareta, avui en dia s'utilitzen en bicicletes contemporànies tradicionals amb fre de tambor i contrapedal.

|  |  |  |  |

### Pneumàtic
Un pneumàtic, també denominat «coberta» en algunes regions, és una peça toroïdal de cautxú que es col·loca en les rodes de diversos vehicles i màquines. La seva funció principal és permetre un contacte adequat per adherència i fricció amb el paviment, possibilitant l'arrencada, la frenada i el maneig. Avui dia són cada vegada més comuns pneumàtics amb la carcassa de la coberta de Kevlar, cosa augmenta la resistència als talls i les punxades.

### Cambra d'aire
Els pneumàtics venen «amb cambra» i «sense cambra». Els «sense cambra» presenten un cautxú especial a la part interna, anomenada folre (liner), que garanteix la retenció de l'aire. Han muntar-se en llandes apropiades, utilitzant vàlvules especials.

## Mides
Les mides de les rodes de bicicleta estan estandarditzades en la norma ISO 5775.
En bicicletes d'adult, les dues mides més corrents són les rodes de 26 polzades (559 mm), típiques de les bicicletes de muntanya, i les de 700C (622 mm), de diàmetre més gran, que s'usen en les bicicleta de carretera i en moltes bicicletes urbanes. Cas a part el constitueixen les bicicletes plegables, que solen usar rodes de 16 o 20 polzades, per aconseguir que quedin més compactes, o les reclinades, en les quals, almenys la roda davantera és petita (20 o 24 polzades).
En bicicletes infantils, les més petites, per a nens a partir de 3 anys i sempre amb «rodetes» de suport solen portar rodes de 14 polzades, segons van creixent els nens poden anar passant per les de 16, 20 i 24 polzades.
A Llatinoamèrica la grandària «gran» estàndard per a bicicletes de passeig o de camp no és de 700C (622 mm) (que només es fa servir per a bicicletes de carrera) sinó de 700B (635 mm), de 28 polzades, aparentment semblant però no exactament igual (és una mica més gran).
La roda comunament coneguda com 26 polzades (559 mm) amb denominació d'ample decimal de pneumàtic, (exem. 26 x 2.00, 26 x 2125 ...) és la mida utilitzada en mountain bike, bicicletes urbanes i bicicleta platja.
 Altres mides 26 ": 
 La típica roda de 26 polzades (#650 mm) de diàmetre exterior aproximat té una llanda de 559 mm (22.0 "). 
No es tracta, però, de les úniques opcions. Hi ha 4 «650» que mesuren 26 polzades, des dels pneumàtics estrets als més amples, tots mesuren el mateix diàmetre.
- 26 x 1 ¼ (597 mm)
- 26 x 1 ⅜ (590 mm)
- 26 x 1 ½ (584 mm)
- 26 x 1 ¾ (571 mm)

 Article relacionat: Pneumàtic de bicicleta 